# Karim Adiprasito
Karim Alexander Adiprasito (født 1988, Aachen) er en tysk matematiker og professor i matematik på Københavns Universitet.
Fra 2007 studerede Adiprasito matematik ved Universitetet Dortmund med eksamensbeviset 2010 fra Tudor Zamfirescu og modtog sin ph.d. fra Freie Universität Berlin under Günter Ziegler i 2013 (Methods from Differential Geometry in Polytope Theory).
Under sine studier deltog han i Indian Institute of Technology i Mumbai i 2008/09 og det hebraiske universitet i Jerusalem i 2011/12. I 2013/14 var han en postdoktorand ved IHES og i 2014/15 som Minerva-stipendiat for Max Planck Society på det hebraiske universitet. I 2015 og 2016 var han på Institute for Advanced Study. Siden 2015 har han været adjunkt og siden 2016 lektor ved det hebraiske universitet (forfremmet til professor i 2018), mens han også midlertidigt var professor ved universitetet i Leipzig. Siden 2019 har han været professor ved Københavns Universitet og Det hebraiske universitet i Jerusalem.
Han beskæftiger sig med kombinatorik og især diskret geometri (polytoper), især i relation til algebraiske og geometriske strukturer.
I 2015 modtog han den europæiske pris i kombinatorik for sine vidtrækkende og dybdegående bidrag til diskret geometri ved hjælp af analysemetoder og især til at løse gamle problemer fra Perles og Shephard (som går tilbage til Legendre og Steinitz) via projektivt klar polyhedra (lovord). 2016 han modtog en ERC-startstipend, og i 2018 blev han udnævnt til en stipendiat for Knut og Alice Wallenberg-fonden. I 2017 modtog han Klachky-prisen fra det hebraiske universitet.
Med June Huh og Eric Katz løste han en formodning om Gian-Carlo Rota, Heron og Welsh i 2015. Den siger, at koefficienterne for det kromatiske polynom af matroider danner en log-konkav sekvens, og bevisene viste en uventet forbindelse mellem kombinatoriske objekter og Hodge-teorien, der oprindeligt stammer fra algebraisk geometri. For dette modtog han New Horizons in Mathematics Prize i 2019.
I slutningen af 2018 løste han Peter McMullens g-formodning for triangulerede sfærer. I 2020 modtog han EMS-prisen for sit arbejde.